# Umarell

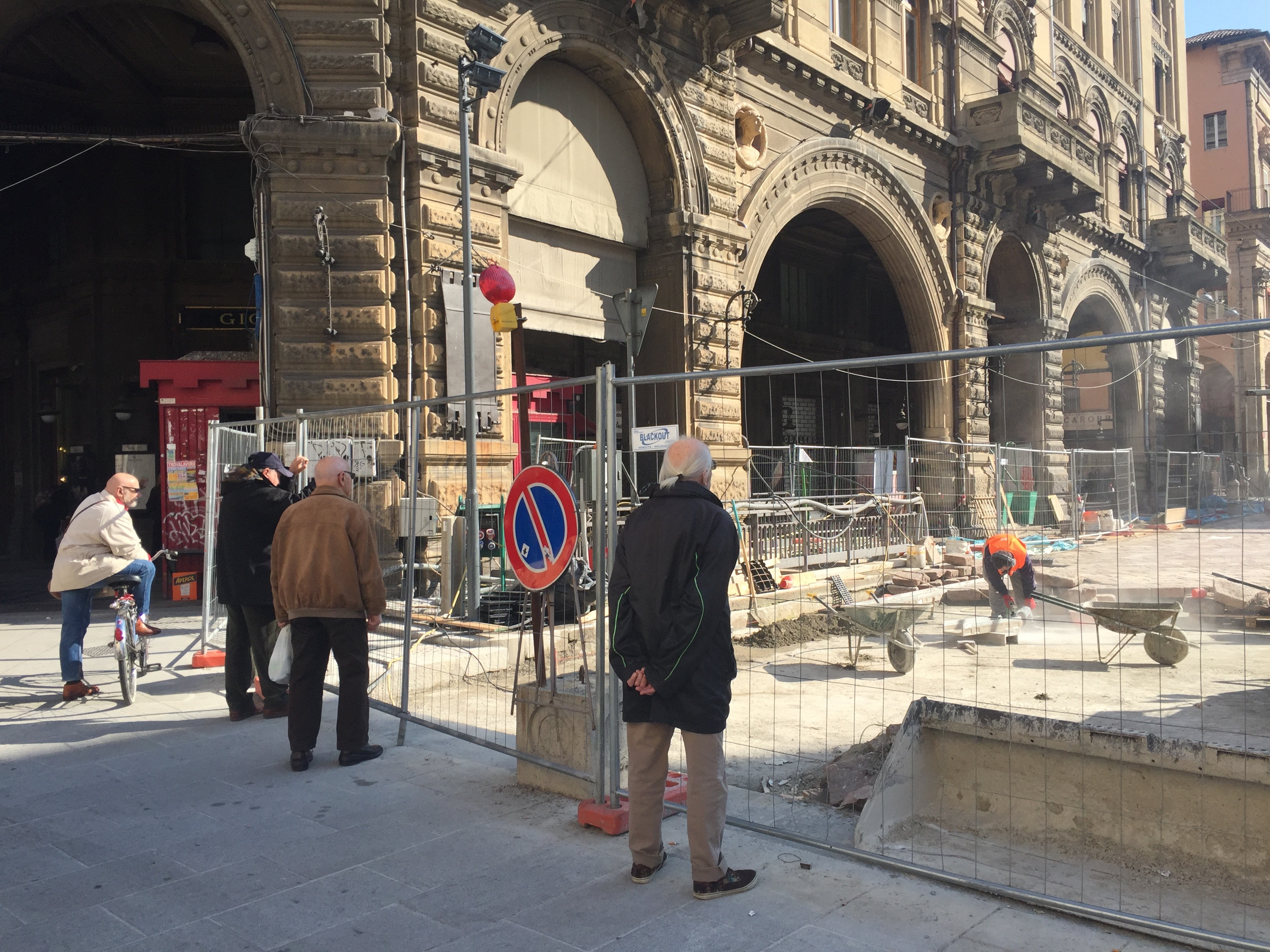
Umarells a observar a repavimentação da esquina entre o Palazzo Re Enzo e a Via Rizzoli, em Bolonha (2015–16)

Umarell (revisão italiana da palavra do dialeto emiliano umarèl) é um termo popular em Bolonha que se refere especificamente a homens em idade de reforma que passam o tempo a observar canteiros de obras, especialmente obras rodoviárias — estereotipicamente com as mãos atrás das costas e oferecendo conselhos indesejados aos trabalhadores. O seu significado literal é "homenzinho". O termo é empregado em contexto de zombaria ou autodepreciação.
O termo tornou-se popular em 2005, graças a três livros e um blog do escritor bolonhês Danilo Masotti. Em 2021, a palavra foi incluída no dicionário Zingarelli.

## Exemplos de Utilização
Em 2015, a cidade de Riccione, localizada a aproximadamente 130 km a sudeste de Bolonha, alocou um orçamento de 11.000 euros como salário a umarells responsáveis por supervisionar canteiros de obras na cidade – contando o número de camiões que entravam e saíam, garantindo que os materiais eram devidamente entregues e recebidos e guardando os locais, protegendo-os contra roubos. A cidade de San Lazzaro di Savena, localizada a 6 km a sudeste de Bolonha, atribuíu o prémio de "Umarell do ano" a um morador local, Franco Bonini.
Em 2016, a associação cultural bolonhesa Succede solo a Bologna ("Só acontece em Bolonha") lançou o "cartão Umarèl" como forma de angariação de fundos para a restauração da Basílica de San Petronio. Separadamente, foi lançada uma app para smartphone chamada Umarells, que fornece a localização de obras rodoviárias e locais de construção em curso. A rede de fast food Burger King também "contratou" vários umarells como parte de uma campanha de marketing nas redes sociais para promover a sua presença crescente no país.
Em julho de 2017, a "Comissão Consultiva de Nomeação de Ruas" do concelho municipal de Bolonha aprovou o nome "Piazzetta degli Umarells" para uma praça pública a este do centro da cidade, no distrito de Cirenaica, em reconhecimento da fama local do conceito e da palavra – relembrando que, ironicamente, a praça encontrava-se em construção na altura.
 
Em abril de 2018 a praça pública foi inaugurada pelo Mayor Matteo Lepore, o presidente de distrito Simone Borsari, o "Senhor dos Umarells" Franco Bonini, o comediante Maurizio Pagliari (conhecido por Dulio Pizzocchi) e o escritor Danilo Masotti. Um ano depois, a tabuleta da praça foi roubada.
Em abril de 2020, a revista de banda desenhada Topolino dedicou um episódio ao Umarell Gerindo Persichetti. Em dezembro de 2020, em Pescara, a agência imobiliária Sarra instalou janelas que permitiam a Umarells observar três dos seus canteiros de obras. Desde 2019, um calendário anual é vendido nas bancas de jornais de Bolonha e em 2021 foi lançado o jogo de tabuleiro La Giornata dell'Umarell (O Dia do Umarell).